# Albert Amann

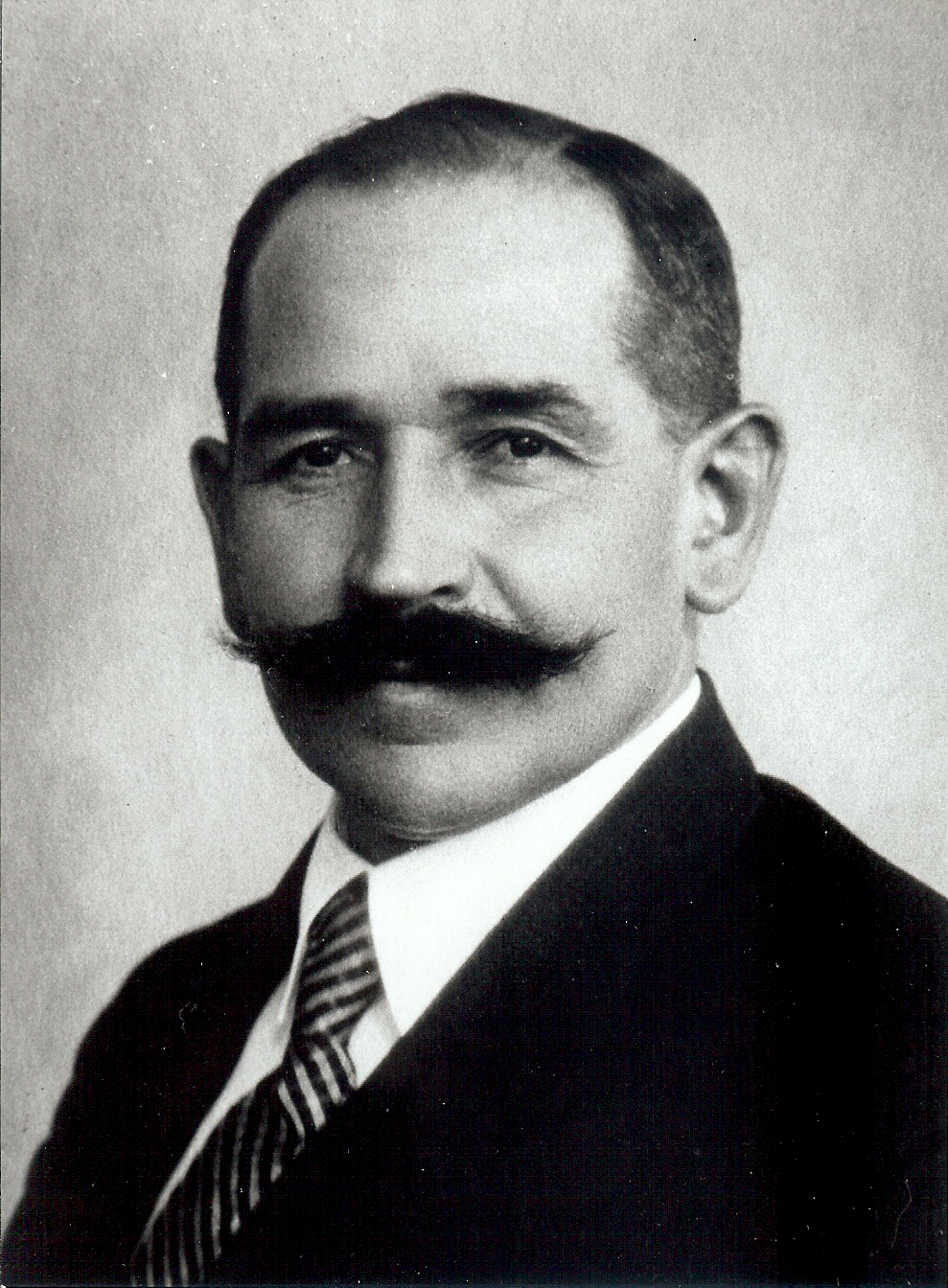
Albert Amann

Albert Amann (* 14. September 1879 in Konstanz; † 16. Januar 1965 in Überlingen) war ein badischer Politiker der Zentrumspartei und nach 1945 der CDU.

## Leben
Albert Amann wurde am 14. September 1879 in Konstanz als Sohn des aus Hohenems (Vorarlberg) stammenden Steinhauers Johann Amann und dessen Frau Viktoria geb. Rees geboren. 1898 trat er in den katholischen Gesellenverein ein. Nach seiner Lehre als Schlosser (1894–1897), seiner Wanderzeit als Geselle durch Deutschland und Böhmen und dem Militärdienst von 1900 bis 1902 beim Badischen Pionierbataillon 14 in Kehl begann er 1902 seinen beruflichen Weg als Schlosser bei den Badischen Staatseisenbahnen und wechselte 1905 als Schiffsheizer zur Bodenseeschifffahrt. Er war Gründungsmitglied des christlichen Metallarbeiterverbandes (1899), Mitglied des Badischen Lokomotivbeamtenvereins und des Badischen Eisenbahnerverbandes (1911) sowie des Rheinschiffahrtsverbandes Konstanz.
Aufgrund seiner Haltung gegen die Nationalsozialisten galt er als unzuverlässige Person und wurde 1937 als Schiffsobermaschinist vorzeitig in den Ruhestand versetzt. In der Zeit des Zweiten Weltkrieges erledigte er Aushilfsarbeiten als Versicherungsvertreter und Kirchendiener. Durch eine Reichs-Not-Verordnung gezwungen war er von 1943 bis 1945 als Hafenmeister der Bahn in Konstanz tätig.  Nach dem Attentat auf Hitler am 20. Juli 1944 erfolgte im Rahmen der Aktion Gewitter im August 1944 ein Festnahmeversuch durch die Gestapo.
Albert Amann starb am 16. Januar 1965 in Überlingen.
Aus der Ehe mit seiner Frau Maria geb. Walter gingen drei Kinder hervor. Sein Sohn Konrad Amann (1912–1997) war katholischer Priester. Der Schweizer Schriftsteller Jürg Amann und der Schweizer Maler Urs Amann sind Großneffen von Albert Amann.

## Politik
Neben seinem Engagement im Gesellenverein und in der christlichen Gewerkschaft trat er der Zentrumspartei bei und wurde zum stellvertretenden Vorsitzenden der Zentrumspartei des Seekreises gewählt. Von 1917 bis 1919 war er Stadtverordneter in Konstanz. 1919 wurde er für den Wahlkreis I als Mitglied in die verfassungsgebende Badische Nationalversammlung entsandt. Von 1919 bis 1933 war er Mitglied des Badischen Landtages (I.–IV. Landtagsperiode). Als Abgeordneter vertrat er vor allem die Interessen der Arbeiter, der Land- und Fischereiwirtschaft sowie die Anliegen der Gemeinden und trat für Verbesserungen im Verkehrswesen ein. Ab 1922 war er Schriftführer des Landtags und gehörte unter anderem dem Ausschuss Gesuche und Beschwerden als Mitglied an. In der Landtagssitzung am 19. Dezember 1930 war er an der Auseinandersetzung mit dem NSDAP-Abgeordneten Herbert Kraft beteiligt. Mit der Machtübernahme der Nationalsozialisten 1933 verlor er seine politischen Funktionen.
Nach 1945 setzte sich Albert Amann für die neu gegründete Badisch-Christlich-Soziale Volkspartei (BCSV), einer Vorläuferpartei der CDU, ein. Von 1946 bis 1947 war er zusammen mit Carl Diez stellvertretender Vorsitzender des Kreisverbandes Konstanz-Land.
Wegen seiner Kenntnis von Region und Einwohnerschaft nominierte ihn 1946 die BCSV/CDU für die Kreisversammlung des Landkreises Konstanz. In den drei Wahlperioden von 1946 bis 1959 hatte er führende Stellungen inne: Von 1946 bis 1953 war Albert Amann stellvertretender Vorsitzender der Kreisversammlung und von 1954 bis 1959 stellvertretender Vorsitzender des Kreistages und des Kreisrates. Er war Mitglied in der Arbeitsgemeinschaft der badischen Landkreise und ab Oktober 1956 in der Sprengelversammlung Südbaden und im Hauptausschuss des Landkreistages Baden-Württemberg sowie Vertreter in der kommunalen arbeitsrechtlichen Vereinigung. Sein Einsatz galt der Vereinigung der früher getrennten Länder Baden, Württemberg und Hohenzollern, dem kommunalen Geschehen besonders auch der kleinen Gemeinden und der Schaffung sozialer Einrichtungen im Landkreis Konstanz.

## Ehrungen
- 1901: Silberne Rettungsmedaille des Großherzogtums Baden
- 1959: Bundesverdienstkreuz 1. Klasse[20]